# 1174 w polityce
Wydarzenia polityczne w 1174 roku.

## Wydarzenia
- Fryderyk Rudobrody najechał Włochy[1][2].

## Zmarli
- 18 stycznia Władysław II Przemyślida, książę Czech[3].
- Nur ad-Din, władca Syrii[4].